# Football australien à Nauru

Logo de l'association nauruane de football australien

La pratique du football australien à Nauru a été introduite dans les années 1930 et constitue aujourd'hui avec l'haltérophilie le sport national nauruan,.

## Histoire

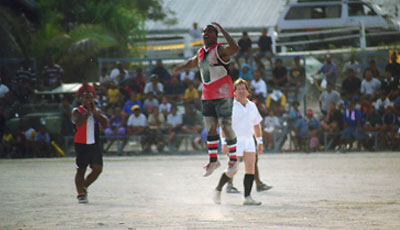
Joueurs des Panzer Saints lors de la finale du championnat national dans le Linkbelt Oval à Nauru en 1999.

Le football australien (footy) est introduit à Nauru dans les années 1930 lorsque des étudiants nauruans scolarisés notamment dans l'État australien de Victoria le ramènent sur l'île. Un de ces étudiants est Hammer DeRoburt, instigateur de l'indépendance de Nauru et futur premier président de la république. Il contribuera à populariser le football australien auprès des Nauruans et à en faire le sport national.
Plusieurs stades sont alors construits sur l'île mais seul le Linkbelt Oval accueille véritablement des matchs, les autres stades ne disposant pas du terrain adéquat (stade Denig) ou ne sont pas terminés et sont réutilisés (stade Menen).
Le championnat national est organisé sous l'égide de l'Association du football australien de Nauru (Nauru Australian Football Association, abrégée en NAFA), sponsorisée par plusieurs sociétés comme Q Store ou Air Nauru. N'ayant aucun arbitre officiel, la NAFA assure l'arbitrage grâce à des joueurs portant des vêtements blancs.
De 1987 à 1999, le championnat est dominé par les Menaida Tigers qui ont notamment remporté dix matchs de manière consécutive.
En 1997 et en 2001, aucun championnat n'est joué.
Le nombre de joueurs est d'environ 260 soit 2,6 % de la population de Nauru. Le plus grand nombre de spectateurs est atteint en 1999 au cours de la finale qui oppose les Menaida Tigers aux Panzer Saints : 3 000 personnes, soit près du tiers de la population, sont rassemblés au Linkbelt Oval.
Les derniers matchs de la saison 2006 furent annulés après que le président de la NAFA se soit fait agresser à deux reprises par des hooligans qui furent interdits de football australien.

## Nauru Australian Football Association
Les dirigeants de la NAFA sont le président, le vice-président, le secrétaire, le trésorier et les représentants de chaque équipe. Valdon Dowiyogo était le président jusqu'en 1999, date à laquelle il est remplacé par David Dowiyogo travaillant pour le ministère de la santé et ayant élaboré une politique de santé par le sport. Le vice-président est Dillon Edwards, tandis qu'Ann Hubert (secrétaire), Terrell Dageago (trésorier) et les membres Curtis Olsson et Knighton Dowabobo complètent le bureau fédéral.

## Compétition nationale

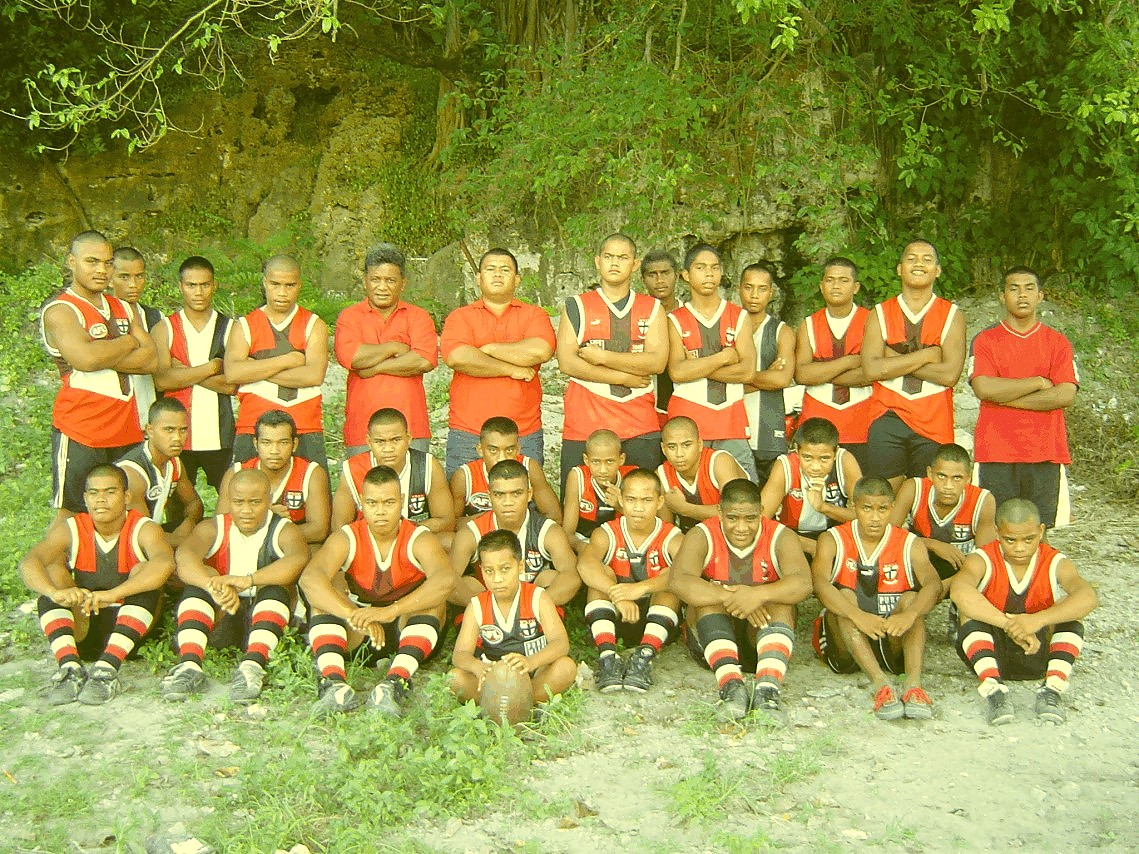
Équipe nauruane de football australien des Panzer Saints en 2003.

La Senior League (Elite) confronte sept équipes et dure de mai à décembre. Le championnat des équipes Reserve comprend cinq formations. Les matchs se déroulent au rythme de deux par semaine au Linkbelt Oval. Les vainqueurs de l'épreuve gagnent notamment un voyage en Australie financé par Air Nauru, second partenaire de la NAFA.
En 1996, huit équipes de la Senior League participent au championnat mais en 1997 aucun championnat n'est organisé.
| Nom du club    | Couleurs             | Basé à         |
| -------------- | -------------------- | -------------- |
| Aces           | ?                    | Anetan ?       |
| Blues          | bleu et blanc        | Anabar, Anetan |
| Boe Lions      | marron, or et bleu   | Boe            |
| Menaida Tigers | noir et jaune        | Aiwo, Buada    |
| Panzer Saints  | rouge, blanc et noir | Meneng         |
| Supercats      | bleu et blanc        | Nauru          |
| Ubenited Power | blanc et bleu        | Ubenide        |

| Nom du club    | Couleurs             | Basé à         |
| -------------- | -------------------- | -------------- |
| Aces           | ?                    | Anetan ?       |
| Blues          | bleu et blanc        | Anabar, Anetan |
| Boe Lions      | marron, or et bleu   | Boe            |
| Menaida Tigers | noir et jaune        | Aiwo, Buada    |
| Panzer Saints  | rouge, blanc et noir | Meneng         |
| Supercats      | bleu et blanc        | Nauru          |
| Ubenited Power | blanc et bleu        | Ubenide        |

| Nom du club    | Couleurs      | basé à      |
| -------------- | ------------- | ----------- |
| Eagles         | ?             | ?           |
| Esso           | jaune et noir | Aiwo, Buada |
| Frigates       | ?             | ?           |
| Ubenited Power | blanc et bleu | Ubenide     |
| Yaren Magpies  | noir et blanc | Yaren       |

| Nom du club    | Couleurs      | basé à      |
| -------------- | ------------- | ----------- |
| Eagles         | ?             | ?           |
| Esso           | jaune et noir | Aiwo, Buada |
| Frigates       | ?             | ?           |
| Ubenited Power | blanc et bleu | Ubenide     |
| Yaren Magpies  | noir et blanc | Yaren       |

### Structure
Semblable à l'Australian Football League (AFL) et à d'autres ligues sportives aux États-Unis, au Canada et en Australie, la Nauruan Senior League (NSL) ne pratique pas la promotion et relégation.
La NSL organise deux compétitions : une compétition « élite » (semi-professionnelle) et une compétition « réserve » (amateur).
| Structure des championnats de football australien à Nauru | Structure des championnats de football australien à Nauru |
| Niv.                                                      | Ligue                                                     |
| --------------------------------------------------------- | --------------------------------------------------------- |
| 1                                                         | Nauruan Elite League 7 clubs                              |
| 2                                                         | Nauruan Reserves League 5 clubs                           |

## Compétition internationale

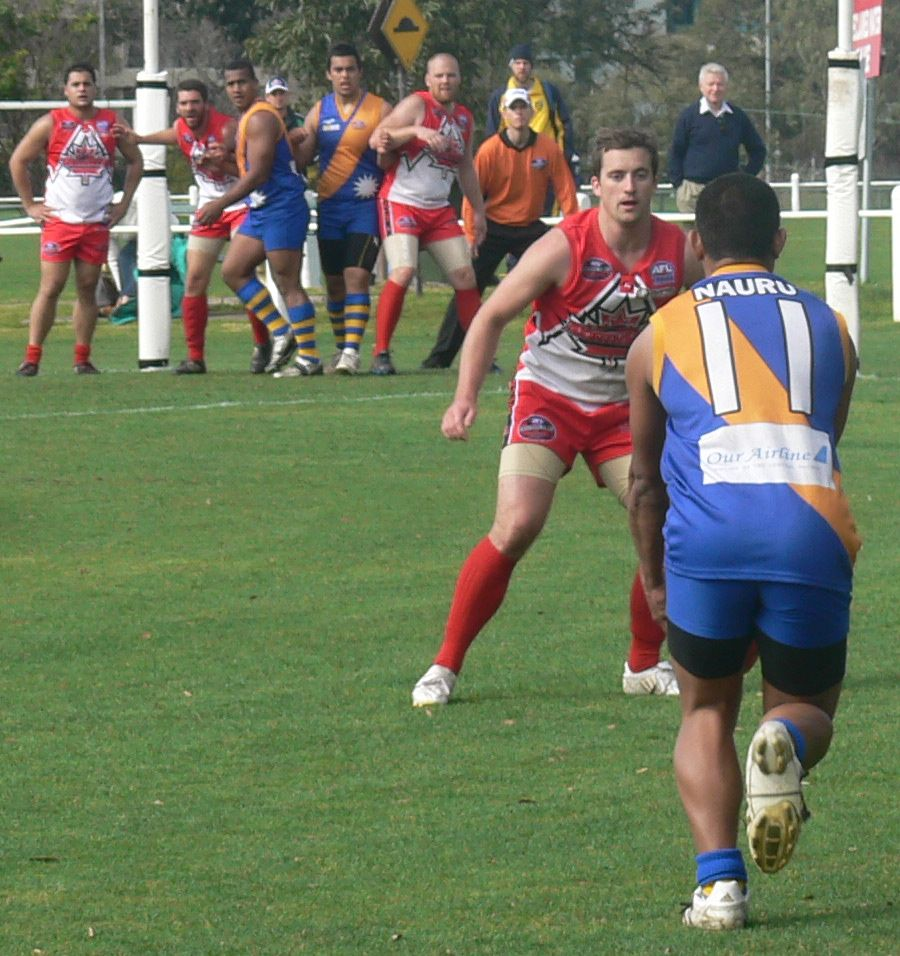
Joueur nauruan se préparant à marquer au cours d'un match contre l'équipe du Canada lors de l'édition 2008 de la coupe internationale de football australien en Australie.

### Équipe nationale
La sélection nauruane de football australien est actuellement classée neuvième au niveau mondial.
En 1995, Nauru participe aux Jeux de l'Arafura et les Frigates, entrainés par l'ancien joueur de Geelong Mark Yeates, remportent la médaille de bronze. En mars 2000, l'équipe nationale, les Chiefs, gagne deux matchs dans le cadre de la Web Sports Cup qui oppose Nauru, les Samoa et l'Australie dans le Queensland. L'année suivante, les Chiefs participent à la Pacific Cup et aux Jeux de l'Arafura où ils gagnent la médaille d'or. En 2002, ils battent le Japon au cours du match d'ouverture de l'Australian Football International Cup mais perdent face au Royaume-Uni et au Danemark et terminent à la huitième place.

### Juniors
Nauru a présenté une équipe junior au Barassi International Australian Football Youth Tournament en 2003. Mais les jeunes nauruans sont défaits deux fois : par les juniors néo-zélandais et par l'équipe junior de l'A.C.T.